# Knivsta kommun
59°43′N 17°48′Ø / 59.717°N 17.800°Ø
Knivsta kommune ligger  i landskapet Uppland i det svenske län Uppsala län. Kommunens administrationcenter  ligger i byen Knivsta.
Mora Sten ligger i kommunen, og kommunevåbnet er inspireret af dette.

## Byer
Knivsta kommune har to byer.
Indbyggere pr. 31. december 2005.
| #  | By      | Indbyggere |
| -- | ------- | ---------- |
| 1. | Knivsta | 6.898      |
| 2. | Alsike  | 1.682      |

## Eksterne kilder og henvisninger
- Wikimedia Commons har flere filer relateret til Knivsta kommun
- ”Kommunarealer den 1. januar 2012” (Excel). Statistiska centralbyrån.
- ”Folkmängd i riket, län och kommuner 30 juni 2012”. Statistiska centralbyrån.